# Biathlon na Zimowych Igrzyskach Olimpijskich 1976
Biathlon na Zimowych Igrzyskach Olimpijskich 1976 – jedna z dyscyplin rozgrywanych podczas igrzysk w dniach 6–13 lutego 1976 w Seefeld. Kompleks ten jest oddalony o 30 km od głównego miasta igrzysk – Innsbrucku. Biathloniści po raz dziewiąty rywalizowali o medale igrzysk olimpijskich.
W ramach igrzysk zawodnicy walczyli w dwóch konkurencjach: jednej indywidualnej (biegu indywidualnym) oraz jednej drużynowej (sztafecie) – łącznie rozdane zostały dwa komplety medali. Były to ostatnie igrzyska, na których rozegrano tylko 2 konkurencje.
W klasyfikacji medalowej zwyciężyła reprezentacja ZSRR, której zawodnicy zdobyli wygrali obie konkurencje, zdobywając ponadto 1 brązowy medal. Wszystkich trzech medalistów zawodów indywidualnych zdobyło też medale w sztafecie, przy czym Nikołaj Krugłow z ZSRR wywalczył złoto i w sztafecie i biegu indywidualnym.

## Medaliści
| Konkurencja       | Złoto           | Czas       | Srebro       | Czas       | Brąz                | Czas       |
| Bieg indywidualny | Nikołaj Krugłow | 1:14:12,26 | Heikki Ikola | 1:15:54,10 | Aleksandr Jelizarow | 1:16:05,57 |
| Sztafeta          | ZSRR            | 1:57:55,64 | Finlandia    | 2:01:45,58 | NRD                 | 2:04:08,61 |

## Wyniki

### Bieg indywidualny
| Miejsce | Zawodnik            | Reprezentacja | Pudła       | Czas       | Strata  |
| ------- | ------------------- | ------------- | ----------- | ---------- | ------- |
| 01 !    | Nikołaj Krugłow     | ZSRR          | 2 (1+0+0+1) | 1:14:12,26 | –       |
| 02 !    | Heikki Ikola        | Finlandia     | 2 (0+0+0+2) | 1:15:54,10 | +1:41,8 |
| 03 !    | Aleksandr Jelizarow | ZSRR          | 3 (1+0+0+2) | 1:16:05,57 | +1:53,3 |
| 4.      | Willy Bertin        | Włochy        | 3 (0+3+0+0) | 1:16:50,36 | +2:38,1 |
| 5.      | Aleksandr Tichonow  | ZSRR          | 7 (0+1+0+6) | 1:17:18,33 | +3:06,1 |
| 6.      | Esko Saira          | Finlandia     | 2 (0+0+0+2) | 1:17:32,84 | +3:20,6 |
| 7.      | Lino Jordan         | Włochy        | 2 (0+0+2+0) | 1:17:49,83 | +3:37,6 |
| 8.      | Sune Adolfsson      | Szwecja       | 2 (0+0+0+2) | 1:18:00,50 | +3:48,2 |
| 9.      | Tor Svendsberget    | Norwegia      | 3 (0+2+1+0) | 1:18:10,13 | +3:57,9 |
| 10.     | Lars-Göran Arwidson | Szwecja       | 5 (0+1+1+3) | 1:18:34,37 | +4:22,1 |

### Sztafeta (4×7.5km)
| Poz. | Reprezentacja  | Zawodnicy                                                            | Pudła   | Czas zawodnika                      | Pudła drużyny | Czas drużyny |      |                                                                    |   |                                    |   |            |
| ---- | -------------- | -------------------------------------------------------------------- | ------- | ----------------------------------- | ------------- | ------------ | ---- | ------------------------------------------------------------------ | - | ---------------------------------- | - | ---------- |
| Poz. | Reprezentacja  | Zawodnicy                                                            | 01 !    | Czas zawodnika                      | Pudła drużyny | Czas drużyny | ZSRR | Aleksandr Jelizarow Iwan Biakow Nikołaj Krugłow Aleksandr Tichonow | 0 | 29:47,44 30:16,79 29:04,0 28:46,61 | 0 | 1:57:55,64 |
| 02 ! | Finlandia      | Henrik Flöjt Esko Saira Juhani Suutarinen Heikki Ikola               | 1 0 1 0 | 32:00,19 29:12,47 30:52,23 29:40,69 | 2             | 2:01:45,58   |      |                                                                    |   |                                    |   |            |
| 03 ! | NRD            | Karl-Heinz Menz Frank Ullrich Manfred Beer Manfred Geyer             | 0 4 1 0 | 31:02,18 32:47,28 31:30,01 28:49,14 | 5             | 2:04:08,61   |      |                                                                    |   |                                    |   |            |
| 4.   | RFN            | Heinrich Mehringer Gerhard Winkler Josef Keck Claus Gehrke           | 0 1 3 0 | 30:38,46 30:42,83 32:15,08 30:35,49 | 4             | 2:04:11,86   |      |                                                                    |   |                                    |   |            |
| 5.   | Norwegia       | Kjell Hovda Terje Hanssen Svein Engen Tor Svendsberget               | 2 3 0 1 | 33:24,66 31:20,50 29:20,67 31:04,45 | 6             | 2:05:10,28   |      |                                                                    |   |                                    |   |            |
| 6.   | Włochy         | Lino Jordan Pierantonio Clementi Luigi Weiss Willy Bertin            | 1 0 1   | 31:52,53 31:45,82 30:59,51 31:38,69 | 3             | 2:08:15,55   |      |                                                                    |   |                                    |   |            |
| 7.   | Francja        | René Arpin Yvon Mougel Marius Falquy Jean-Claude Viry                | 2 0 1 2 | 32:17,67 29:58,45 31:40,41 33:37,89 | 5             | 2:07:34,42   |      |                                                                    |   |                                    |   |            |
| 8.   | Szwecja        | Mats-Åke Lantz Torsten Wadman Sune Adolfsson Lars-Göran Arwidson     | 3 2 0   | 32:44.58 32:45,74 31:59,45 31:17,13 | 8             | 2:08:46,90   |      |                                                                    |   |                                    |   |            |
| 9.   | Czechosłowacja | Ladislav Žižka Miroslav Soviš Antonín Kříž Zdeněk Pavlíček           | 0 1 3 0 | 31:45,67 31:49,07 32:32,81 32:59,08 | 4             | 2:09:06,63   |      |                                                                    |   |                                    |   |            |
| 10.  | Rumunia        | Nicolae Cristoloveanu Gheorghe Voicu Victor Fontana Gheorghe Gârniţă | 4 0 1 2 | 35:23,57 30:26,75 32:01,12 32:02,96 | 7             | 2:09:54,40   |      |                                                                    |   |                                    |   |            |

## Klasyfikacja medalowa
| Miejsce | Państwo   | złoto | srebro | brąz | Razem |
| ------- | --------- | ----- | ------ | ---- | ----- |
| 1.      | ZSRR      | 2     | 0      | 1    | 3     |
| 2.      | Finlandia | 0     | 2      | 0    | 2     |
| 3.      | NRD       | 0     | 0      | 1    | 1     |